# Università di Miami
L'Università di Miami (ufficialmente University of Miami, nota come UM oppure The U) è un centro universitario privato statunitense, che ha il campus principale nella città di Coral Gables ubicata nella parte sud dell'area metropolitana di Miami, Florida, nel sud degli Stati Uniti, ed è stato fondato nel 1925.

## Introduzione
L'Università di Miami ha un corpo studentesco di poco più di 15 000 alunni. Nel 2006, il grado medio pesato per gli studenti ammessi all'università era 4,0 e lo score SAT mediano era 1 260. 62% degli studenti della UM erano compresi nella parte superiore comprendente il 10% dei migliori voti nelle loro classi di provenienza (dallo high school, quasi equivalente al liceo). Durante l'anno accademico 2006-2007, 19 000 studenti si presentarono al concorso per entrare nella facoltà, e 8 360 (44%) vennero ammessi, e 2 000 accettarono l'invito a formare la classe matricola del 2006.
Durante l'anno accademico 2006-2007, il costo dell'insegnamento alla UM (escludendo l'alloggio ed il complesso di mense ed altri servizi) era di 31 232 dollari all'anno.
Il campus principale della UM si estende per 1 km² nella zona di Coral Gables. Fuori dall'area principale (anche a molti chilometri di distanza) si trovano diversi campus satellite, includendo la Rosenstiel School of Marine and Atmospheric Science (facoltà di oceanografia, localizzata nell'isola di Virginia Key) ed il Leonard M. Miller School of Medicine (localizzato nel Jackson Memorial Hospital in piena città di Miami, nei pressi dell'aeroporto). La UM è la seconda maggiore fonte d'impiego nell'area metropolitana del sud della Florida.
L'attuale presidente della UM, Donna Shalala, prestò servizio come segretario di salute e servizi umani della Presidenza USA. I colori della scuola sono l'arancione, il verde ed il bianco, che rappresentano la frutta, le foglie, ed i germogli dell'albero d'arancio.
La UM è anche sede della Iron Arrow Honor Society, una prestigiosa e seletta organizzazione onoraria per studenti della University of Miami.

### Bascom Palmer Eye Institute (Istituto di oftalmologia)
Per il terzo anno consecutivo, l'istituto oftalmologico Bascom Palmer Eye Institute dell'Università di Miami venne classificato come il migliore ospedale nel paese per l'oftalmologia, dal rapporto “America's Best Hospitals" del 2006, edito dalla rivista statunitense U.S. News and World Report.

### Student diversity
La pubblicazione The Princeton Review, nel suo numero del 2006, cataloga l'University of Miami come la tredicesima università con il corpo studentesco più razzialmente variegato tra tutti i collegi ed università degli U.S.A.

## Miami Hurricanes

### Football
L'Università di Miami detiene il primato nella First Division tra le squadre di football americano (collegiate football) nell'ultimo quarto di secolo della lega NCAA. In questo tempo, la University of Miami ha vinto cinque campionati nazionali di I divisione (1983, 1987, 1989, 1991, e 2001); la successiva in classifica per gli ultimi 25 anni è l'University of Nebraska che ne ha vinti tre.
Il team, fino alla stagione 2007, giocava le sue partite in casa nello storico Miami Orange Bowl, in un'area semicentrale della città di Miami. A partire dalla stagione successiva si è trasferito al Sun Life Stadium, già Dolphins Stadium, nell'area di Miami Gardens a nord della città.

### Baseball
Oltre al suo successo nel football, l'Università di Miami ha avuto un successo nazionale col suo programma di baseball, vincendo quattro campionati nazionali (1982, 1985, 1999 e 2001) e raggiungendo il College World Series 21 volte nelle 32 stagioni a cui ha partecipato dal 1974. Cinque laureati all'Università di Miami stanno attualmente giocando nelle squadre del MLB.
La squadra attualmente è guidata da Jim Morris, l'allenatore della squadra di baseball Georgia Tech. L'ex allenatore Ron Fraser è entrato nella College Baseball Hall of Fame nel luglio del 2006.

## Luoghi d'interesse dell'University of Miami
- BankUnited Center (anteriormente era il Convocation Center)
- Bill Cosford Cinema
- Jerry Herman Ring Theatre
- John C. Gifford Arboretum
- Lowe Art Museum
- Otto G. Richter Library
- Student Wellness Center
- Tom Kearns Sports Hall of Fame